# Cardita senegalensis
Cardita senegalensis is een tweekleppigensoort uit de familie van de Carditidae. De wetenschappelijke naam van de soort is voor het eerst geldig gepubliceerd in 1843 door Reeve.
Rechter en linker klep van hetzelfde exemplaar:

Rechter klep
Linker klep